# Rocque De La Fuente Sr.
Rocque De La Fuente Sr. (ur. 1924 w Tuxpan, zm. 30 kwietnia 2002 w La Jolla) – meksykański przedsiębiorca.

## Życiorys
Urodził się 1924 w Tuxpan. Był synem przedsiębiorcy. Studiował medycynę, ale przerwał naukę, aby zostać pośrednikiem kupna i sprzedaży samochodów. Do roku 1950 zdobył prawa do handlu samochodami marek Porsche i Volkswagen w Tijuanie i Tuxpan. Aby uniknąć konieczności transportów wodnych przez rzekę Kolorado, sfinansował budowę mostu pontonowego. Na mocy pięcioletniej umowy z meksykańskim rządem, De La Fuente zarobił na moście kwotę o wysokości ponad 3000 dolarów amerykańskich.
Gdy w 1964 Meksyk zabronił importu samochodów, przeniósł swój biznes do San Diego w Kalifornii, gdzie handlował samochodami marek Volkswagen, Porsche, Cadillac i Dodge. W latach 60. zaczął na dużą skalę kupować ziemię w celu stworzenia parku przemysłowego. Kupił salony samochodowe w Kearny Mesa. W 1979 on i jego syn, handlarz gruntów Rocque De La Fuente Jr., kupili 133 akry w pobliżu Otay Mesa, a w 1982 dokupili dodatkowe 4000 akry.
W 1996 zamieszkał w La Jolla, w posiadłości o wielkości 650 m² z widokiem na ocean, gdzie organizował zbiórki na cele charytatywne i polityczne. W 1990 po przeżyciu udaru mózgu przekazał kontrolę nad swoimi przedsiębiorstwami synowi, Rocque'owi De La Fuente Jr. Mieszkał w swojej posiadłości aż do śmierci 30 kwietnia 2002.

## Życie prywatne
Mówił płynnie po angielsku, francusku i hiszpańsku.
Jego żona miała na imię Bertha. Jego syn Rocque De La Fuente Jr. przejął po nim kontrolę nad jego przedsiębiorstwami. Miał też córkę Berthę i w chwili śmierci sześcioro wnucząt.